# Faty Papy
Faty Papy (ur. 18 września 1990 w Bużumburze, zm. 25 kwietnia 2019 w Piggs Peak) – burundyjski piłkarz występujący na pozycji pomocnika.

## Kariera klubowa
Papy karierę rozpoczynał w 2007 w zespole AS Inter Star z Ligue A. W 2008 zdobył z nim mistrzostwo Burundi. W tym samym roku przeszedł do tureckiego Trabzonsporu. W sezonie 2008/2009 nie rozegrał tam jednak żadnego spotkania. Cały następny sezon spędził na wypożyczeniu w holenderskim drugoligowcu, MVV Maastricht. Potem wrócił do Trabzonsporu. Jego graczem był jeszcze przez pół roku, jednak nie zagrał tam w żadnym meczu.
W styczniu 2011 roku Trabzonspor rozwiązał kontrakt z Papym. W tym samym roku podpisał kontrakt z rwandyjskim APR FC. W następnym sezonie związał się z południowoafrykańskim Bidvest Wist, gdzie występował przez 4 lata, do 2016. Papy nie przedłużył kontraktu z klubem, ze względu na problemy z sercem. W 2018, na własną odpowiedzialność, podpisał kontrakt z drugoligowym Real Kings, jednak w styczniu 2019 klub rozwiązał kontrakt z pomocnikiem, ze względu na słaby stan jego serca.
Papy następnie związał się z suazyjskim Malanti Chiefs FC.

## Kariera reprezentacyjna
W reprezentacji Burundi Papy zadebiutował 1 czerwca 2008, w wygranym 1:0 meczu eliminacji Mistrzostw Świata 2010 z Seszelami. 4 września 2011, w zremisowanym 1:1 spotkaniu eliminacji Pucharu Narodów Afryki 2012 z Beninem, strzelił pierwszego gola w drużynie narodowej.

## Śmierć
Papy, który już wcześniej dostał kategoryczny zakaz uprawiania zawodowego sportu od lekarzy, wiązał się z klubami podpisując specjalną klauzulę, by w razie śmierci klub nie był za to odpowiedzialny. 25 kwietnia 2019, podczas meczu Malanti Chiefs z Green Mamba FC, upadł na murawę w 15. minucie meczu i natychmiastowo został przewieziony do szpitala, gdzie stwierdzono zgon.